# Jürgen Bortz
Jürgen Bortz (* 8. März 1943 in Kyritz; † 22. September 2007 in Berlin) war ein deutscher Psychologe und Statistiker.

## Leben
Nach dem Zweiten Weltkrieg floh Bortz’ Familie vom brandenburgischen Kyritz, das zur sowjetischen Besatzungszone gehörte, nach Lüneburg, wo er seine Kindheit und Jugend verbrachte.
Bortz studierte in Hamburg Psychologie und wurde 1968 in Berlin promoviert. Danach wechselte er als wissenschaftlicher Mitarbeiter an die Universität Erlangen und verfasste dort 1977 seine Habilitation zur psychologischen Ästhetikforschung.
1972 wurde Bortz an die Technische Universität Berlin berufen. Er übernahm die Abteilung für Psychologische Methodenlehre am Institut für Psychologie. Bortz ist vor allem durch sein seit 1977 erscheinendes Statistik-Lehrbuch für Sozialwissenschaftler bekannt geworden, das an vielen deutschen Instituten Standardlektüre ist und von Professoren und Studenten kurz „der Bortz“ genannt wird.

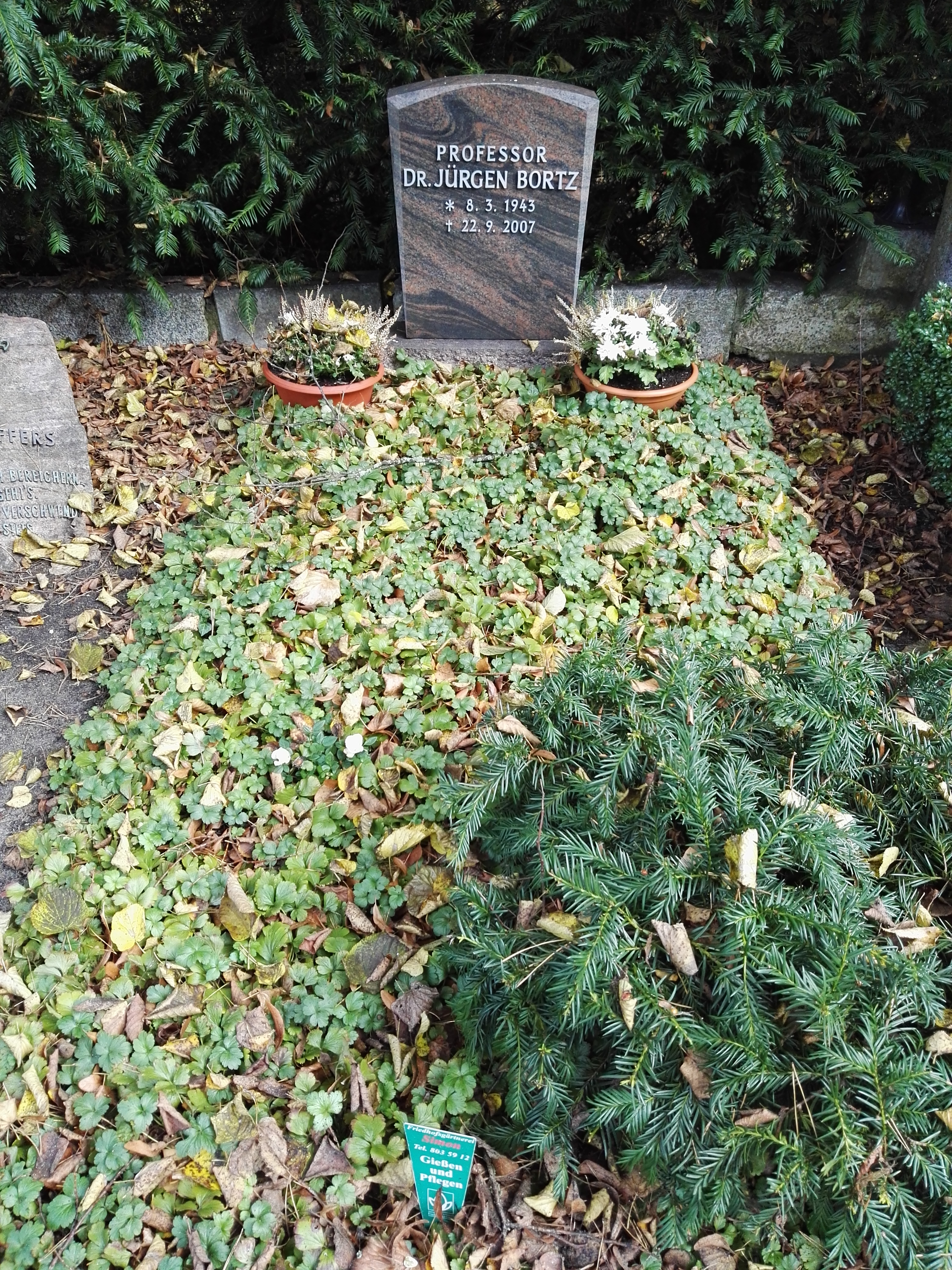
Grab von Jürgen Bortz auf dem Friedhof Heerstraße in Berlin-Westend

Jürgen Bortz verstarb im September 2007 im Alter von 64 Jahren nach jahrelanger Erkrankung. Er wurde auf dem Friedhof Heerstraße im Berliner Ortsteil Westend beigesetzt (Grablage: 15-157).

## Werk
- mit Christof Schuster: Statistik. Für Human- und Sozialwissenschaftler, 7. Auflage, Springer-Medizin-Verlag, Berlin 2010, ISBN 978-3-642-12769-4.
- mit Gustav A. Lienert: Kurzgefasste Statistik für die klinische Forschung. Leitfaden für die verteilungsfreie Analyse kleiner Stichproben, 3. Auflage, Springer-Medizin-Verlag, Heidelberg 2008, ISBN 978-3-540-75737-5.
- mit Gustav A. Lienert, Klaus Boehnke: Verteilungsfreie Methoden in der Biostatistik, 3. Auflage, Springer-Medizin-Verlag, Heidelberg 2008, ISBN 978-3-540-74706-2.
- mit Nicola Döring: Forschungsmethoden und Evaluation. Für Human- und Sozialwissenschaftler, 4. Auflage, Springer-Medizin-Verlag, Berlin [u. a.] 2006, ISBN 978-3-540-33305-0. (online).
- Tageszeitungen als politisches Kommunikationsmittel in ihrer Auswirkung auf die Einstellung der Leser, Nürnberg 1971.
- Sprechstimm-Beurteilung und Urteiler-Sprechstimme. Eine experimentell-statistische Untersuchung zum rater-ratee-Problem, Technische Universität Berlin 1968. (Dissertation)